# Ramularia macularis
Ramularia macularis är en svampart som först beskrevs av Joseph Schröter, och fick sitt nu gällande namn av Sacc. & P. Syd. 1899. Ramularia macularis ingår i släktet Ramularia och familjen Mycosphaerellaceae.   Inga underarter finns listade i Catalogue of Life.